# كيفن ماكبرايد
كيفن ماكبرايد (بالإنجليزية: Kevin McBride)‏ مواليد 5 مايو 1973 في جزيرة أيرلندا، هو ملاكم أيرلندي يصنف ضمن فئة الوزن الثقيل. شارك في دورة الألعاب الأولمبية الصيفية.

## إحصائيات
خاض خلال مسيرته 46 نزالا، فاز في 35 وتعادل في 1 وخسر في 10. فاز بالضربة القاضية في 29 نزالا.

## روابط خارجية
- كيفن ماكبرايد على موقع بوكس ريك (الإنجليزية) (registration required)
- كيفن ماكبرايد على موقع أوليمبيديا (الإنجليزية)